# Haraliden
Haraliden är ett naturreservat i Piteå kommun i Norrbottens län.
Området är naturskyddat sedan 1997 och är 3,4 kvadratkilometer stort. Reservatet omfattar östsluttningen till berget Haraliden. Reservatet består av gammal granskog med partier av tall och björk.